# Brachyapium dichotomum
Brachyapium dichotomum (o Stoibrax dichotomum) es una especie de planta anual originaria de la península ibérica, alcanza de 10 a 20 cm de altura, pertenece a la familia Apiaceae.

## Descripción
Posee tallos escábridos (ásperos, cubiertos de pelos cortos y tiesos). Sus hojas son glabas o escábridas, de contorno ovalado, con peciolos que en las hojas superiores se ensanchan en la base en dos alas escariosas.  Posee umbelas con 8 radios de unos 15 mm, desiguales escábridos. Las umbelas poseen de 6 a 12 flores.

## Taxonomía
Brachyapium dichotomum fue descrita por  (L.) Maire y publicado en Bull. Soc. Hist. Nat. Afrique N. 23: 186 1932.